# Vallensbæk Rulleskøjteklub
Vallensbæk Rulleskøjteklub (VARK) er en rulleskøjteklub hjemmehørende i Vallensbæk Kommune. I klubben dyrkes rulleskøjteløb (inline speed skating) af fitnessløbere og elitespeedere. Klubben hører under Danmarks Rulleskøjte Union. Instruktion og speedtræning foregår på en 400 m-bane ved Vallensbæk Idrætscenter. Desuden løbes der ture i nærområdet og på Kalvebod Fælled.

## Historie
Klubben blev dannet på en stiftende generalforsamling den 21. juni 2005. Banen, som oprindeligt blev anvendt til atletik, blev asfalteret i maj 2004. Asfalttypen er specielt velegnet til rulleskøjteløb, da det også ved vådt føre er muligt at løbe på den, uden at den bliver glat. Kimen til Vallensbæk Rulleskøjteklub blev oprindelig lagt over en hæk i Brøndby. En leder i Vallensbæk Kommune søgte i april 2004 oplysninger hos sin nabo (aktivt medlem af Vesterbro Rulleskøjte Klub) om muligheden for at give gode forhold til bl.a rulleskøjteløbere ved asfaltering af atletikbanen. Specifikationerne fra den på den tid eneste eksisterende rulleskøjtebane i Danmark (Århus) blev fremskaffet, og en måned efter kunne eliteløbere fra Vesterbro Rulleskøjte Klub som de første prøve banen.
Fra maj 2004 til juni 2005 fik Vesterbro Rulleskøjte Klub mulighed for at anvende banen til træning for klubbens eliteløbere mod at hjælpe til med at danne en lokal klub. Primo juni 2005 blev der afholdt Speedskating DM (vej) på banen i Vallensbæk. Ultimo juni 2005 var Vallensbæk Rulleskøjteklub en realitet.
De gode forhold for speedtræning resulterede i, at den største del af eliteløberne fra Vesterbro Rulleskøjte Klub i 2007 skiftede til Vallensbæk Rulleskøjteklub.

## Medlemmer
Klubben har en stor gruppe motionister som om sommeren træner på banen og kører ture i nærområdet og på Kalvebod Fælled. Om vinteren træner de i hallerne i Vallensbæk Idrætscenter. Aldersmæssigt spænder denne gruppe fra 3 til 70 år.
Klubben har flere løbere som tilhører den nationale og internationale elite. Klubbens elitehold kaldes Team VARK.